# Petrosaviaceae

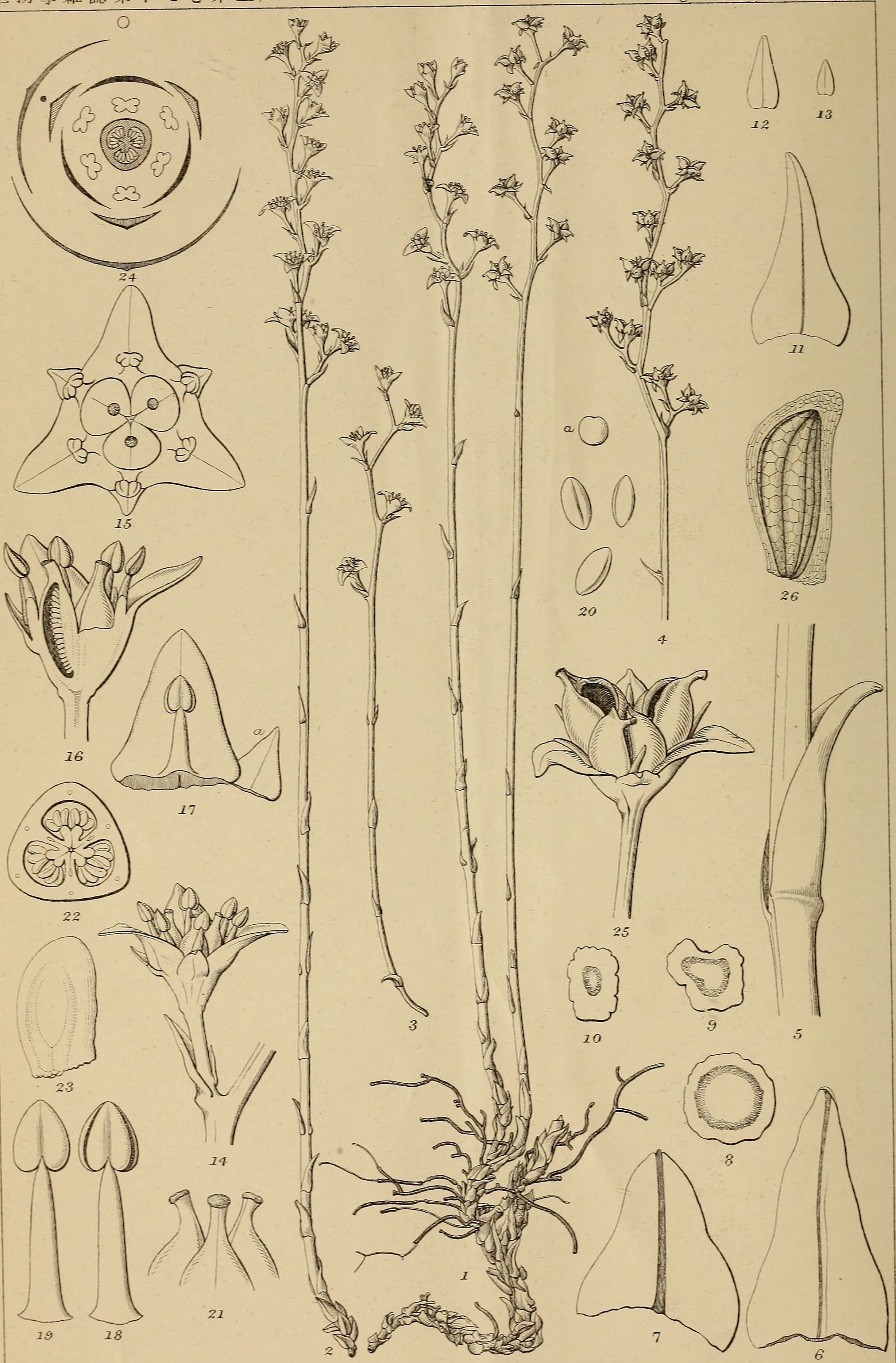
Ilustrace Petrosavia sakuraii

Petrosaviaceae je čeleď jednoděložných rostlin, řazená do samostatného řádu Petrosaviales.
Čeleď zahrnuje pouze dva rody a 3 až 4 druhy. Je rozšířena výhradně v Asii. Rod Japonolirion obsahuje jediný druh, který je endemitem Japonska. Zástupci rodu Petrosavia jsou nezelené, mykoheterotrofní byliny, které se vyskytují ve východní, jihovýchodní a jižní Asii. Taxonomická pozice obou rodů zůstávala po dlouhou dobu nevyjasněná a v jedné čeledi se sešly až v systému APG III z roku 2009 na základě výsledků fylogenetických studií.

## Popis
Zástupci čeledi jsou vytrvalé byliny. Oba rody mají zcela rozdílný vzhled. Zástupci rodu Petrosavia jsou nezelené byliny bělavé až nahnědlé barvy, vyživující se mykoheterotrofně prostřednictvím symbiotických hub. Vegetativní části jsou redukované, listy jsou přeměněné na blanité, nezelené šupinky přitisklé k lodyze. Naproti tomu Japonolirion osense je zelená bylina s přízemní růžicí čárkovitých až čárkovitě kopinatých, celokrajných listů se souběžnou žilnatinou. Pro oba rody je společná přímá, nevětvená lodyha a podzemní, sympodiálně větvený, šupinatý oddenek. Květy jsou oboupohlavné, pravidelné, trojčetné, uspořádané ve vrcholových hroznech, chocholících nebo okolících. Okvětní lístky jsou volné, po třech ve dvou kruzích. Vnější okvětní lístky jsou kratší a užší než vnitřní. Tyčinek je 6 ve 2 kruzích. Jsou buď volné (Japonolirion) nebo přirostlé k pestíkům a vnitřním okvětním lístkům (Petrosavia). Gyneceum je částečně srostlé ze tří plodolistů s volnými čnělkami, u rodu Japonolirion svrchní se stopkatými pestíky obsahujícími po 4 až 6 vajíčkách, u rodu Petrosavia polospodní s přisedlými pestíky, obsahujícími mnoho vajíček. Plodem je tobolka. Semena jsou drobná, u rodu Petrosavia křídlatá.

## Rozšíření
Čeleď zahrnuje pouze 3 až 4 druhy (podle taxonomického pojetí) ve 2 rodech a je rozšířena výhradně v Asii. Rod Japonolirion je monotypický, obsahuje tedy pouze jeden druh, Japonolirion osense. Vyskytuje se jako endemit pouze v Japonsku a je to jedna z nejvzácnějších kvetoucích rostlin Japonska. Roste pouze na třech lokalitách, z nichž dvě (hory Šibucu a Tanigawa) se nacházejí na ostrově Honšú a jedna (hora Toikanbecu) na ostrově Hokkaidó. Rostliny rostou na alpínských loukách na hadcovém podloží v nadmořských výškách mezi 1400 a 1600 metrů.
Rod Petrosavia zahrnuje 2 nebo 3 druhy (podle pojetí) a je rozšířen ve východní a jihovýchodní Asii od Japonska přes Čínu a Indočínu po ostrovy jihovýchodní Asie. V roce 2018 byl uveřejněn nález Petrosavia sakuraii z indického státu Arunáčalpradéš, čímž se areál rodu rozšiřuje i na Indický subkontinent. Zástupci rodu Petrosavia rostou ve stinném podrostu horských deštných lesů až do nadmořských výšek okolo 2300 metrů.

## Taxonomie
Řád Petrosaviales, obsahující jedinou čeleď Petrosaviaceae, představuje podle výsledků fylogenetických studií společně s řády Acorales a Alismatales jednu z bazálních vývojových větví jednoděložných rostlin.
|  | \| \| Dioscoreales (smldincotvaré) \| \| \| \| \| \| Pandanales (pandánotvaré) \| \| \| \| |
|  |                                                                                            |
|  | >>> další řády Liliopsida                                                                  |
|  |                                                                                            |
|  | Dioscoreales (smldincotvaré)                                                               |
|  |                                                                                            |
|  | Pandanales (pandánotvaré)                                                                  |
|  |                                                                                            |

|  | Dioscoreales (smldincotvaré) |
|  |                              |
|  | Pandanales (pandánotvaré)    |
|  |                              |

|  | \| \| Dioscoreales (smldincotvaré) \| \| \| \| \| \| Pandanales (pandánotvaré) \| \| \| \| |
|  |                                                                                            |
|  | >>> další řády Liliopsida                                                                  |
|  |                                                                                            |
|  | Dioscoreales (smldincotvaré)                                                               |
|  |                                                                                            |
|  | Pandanales (pandánotvaré)                                                                  |
|  |                                                                                            |

|  | Dioscoreales (smldincotvaré) |
|  |                              |
|  | Pandanales (pandánotvaré)    |
|  |                              |

|  | \| \| Dioscoreales (smldincotvaré) \| \| \| \| \| \| Pandanales (pandánotvaré) \| \| \| \| |
|  |                                                                                            |
|  | >>> další řády Liliopsida                                                                  |
|  |                                                                                            |
|  | Dioscoreales (smldincotvaré)                                                               |
|  |                                                                                            |
|  | Pandanales (pandánotvaré)                                                                  |
|  |                                                                                            |

|  | Dioscoreales (smldincotvaré) |
|  |                              |
|  | Pandanales (pandánotvaré)    |
|  |                              |

|  | \| \| Dioscoreales (smldincotvaré) \| \| \| \| \| \| Pandanales (pandánotvaré) \| \| \| \| |
|  |                                                                                            |
|  | >>> další řády Liliopsida                                                                  |
|  |                                                                                            |
|  | Dioscoreales (smldincotvaré)                                                               |
|  |                                                                                            |
|  | Pandanales (pandánotvaré)                                                                  |
|  |                                                                                            |

|  | Dioscoreales (smldincotvaré) |
|  |                              |
|  | Pandanales (pandánotvaré)    |
|  |                              |

|  | \| \| Dioscoreales (smldincotvaré) \| \| \| \| \| \| Pandanales (pandánotvaré) \| \| \| \| |
|  |                                                                                            |
|  | >>> další řády Liliopsida                                                                  |
|  |                                                                                            |
|  | Dioscoreales (smldincotvaré)                                                               |
|  |                                                                                            |
|  | Pandanales (pandánotvaré)                                                                  |
|  |                                                                                            |

|  | Dioscoreales (smldincotvaré) |
|  |                              |
|  | Pandanales (pandánotvaré)    |
|  |                              |

|  | \| \| Dioscoreales (smldincotvaré) \| \| \| \| \| \| Pandanales (pandánotvaré) \| \| \| \| |
|  |                                                                                            |
|  | >>> další řády Liliopsida                                                                  |
|  |                                                                                            |
|  | Dioscoreales (smldincotvaré)                                                               |
|  |                                                                                            |
|  | Pandanales (pandánotvaré)                                                                  |
|  |                                                                                            |

|  | Dioscoreales (smldincotvaré) |
|  |                              |
|  | Pandanales (pandánotvaré)    |
|  |                              |

|  | \| \| Dioscoreales (smldincotvaré) \| \| \| \| \| \| Pandanales (pandánotvaré) \| \| \| \| |
|  |                                                                                            |
|  | >>> další řády Liliopsida                                                                  |
|  |                                                                                            |
|  | Dioscoreales (smldincotvaré)                                                               |
|  |                                                                                            |
|  | Pandanales (pandánotvaré)                                                                  |
|  |                                                                                            |

|  | Dioscoreales (smldincotvaré) |
|  |                              |
|  | Pandanales (pandánotvaré)    |
|  |                              |

|  | \| \| Dioscoreales (smldincotvaré) \| \| \| \| \| \| Pandanales (pandánotvaré) \| \| \| \| |
|  |                                                                                            |
|  | >>> další řády Liliopsida                                                                  |
|  |                                                                                            |
|  | Dioscoreales (smldincotvaré)                                                               |
|  |                                                                                            |
|  | Pandanales (pandánotvaré)                                                                  |
|  |                                                                                            |

|  | Dioscoreales (smldincotvaré) |
|  |                              |
|  | Pandanales (pandánotvaré)    |
|  |                              |

Zařazení obou rodů čeledi Petrosaviaceae v taxonomickém systému jednoděložných rostlin bylo po dlouhý čas zcela nevyjasněné a v taxonomických systémech založených na morfologii ani mezi nimi nebyla nalezena souvislost.
V prvním vydání systému APG z roku 1998 byly oba rody řazeny do samostatných čeledí, které byly ponechány spolu s dalšími 3 čeleděmi jednoděložných nezařazené do řádu. Teprve v roce 2000 molekulární studie ukázaly souvislost mezi oběma rody, respektive čeleděmi. V systému APG II, vydaném v roce 2003, jsou již oba rody sloučeny do čeledi Petrosaviaceae, která je ale opět ponechána nezařazená do řádu. V systému APG III z roku 2009 pak byl publikován nový řád Petrosaviales a bylo vyjasněno jeho celkové zařazení v systému jednoděložných rostlin.

### Taxonomická historie roduPetrosavia
Rod Petrosavia popsal v roce 1871 Odoardo Beccari na základě materiálu dovezeného z Bornea. Typový druh je Petrosavia stellaris. O 20 let později byla nalezena další rostlina na Malajském poloostrově. Na materiálu však byly nalezeny znaky neodpovídající popisu první rostliny a druh byl v roce 1895 popsán jako Protolirion paradoxum. Mýlka byla odhalena až v roce 1933, kdy byly obě rostliny ztotožněny. V roce 1929 byl popsán z Číny nový druh Petrolirion sinii, později rovněž přeřazený do rodu Petrosavia. Předtím, okolo roku 1903, byl nalezen jiný druh v Japonsku a Číně. Autor (Tomitarô Makino) nerozpoznal souvislost s již známými rostlinami a popsal jej jako nový rod, Miyoshia sakuraii. Později byla pro tento rod ustavena nová čeleď, Miyoshiaceae, a roce 1941 dokonce nový řád, Miyoshiales. V rámci čeledi Miyoshiaceae byly na základě morfologie generativních orgánů rozlišovány 3 rody: Petrosavia, Protolirion a Miyoshia. V roce 1959 byla čeleď Petrosaviaceae, publikovaná v roce 1934, zařazena mezi nomina conservanda a nahradila čeleď Miyoshiaceae. Do vymezení rodů byl vnesen řád v roce 1984. Tatsuyuki Ohba
vřadil všechny 3 známé druhy do rodu Petrosavia, neboť došel k závěru, že odlišnosti v architektuře květenství a pozici semeníku nejsou dostatečným podkladem pro jejich oddělení na rodové úrovni.
Pozice čeledi Petrosaviaceae, resp. rodu Petrosavia, v taxonomickém systému zůstávala dlouho nevyjasněná. Po počátečním zařazení rodu Petrosavia do čeledi Melanthiaceae byly uvažovány příbuzenské vztahy s řádem Alismatales, s rovněž saprofytní čeledí Triuridaceae nebo s čeledí Scheuchzeriaceae. Druh Petrosavia sinii není v současnosti často uznáván a je brán jako synonymum P. sakuraii.

### Taxonomická historie roduJaponolirion
Druh Japonolirion osense popsal v roce 1930 Takenoshin Nakai. O rok později byl popsán nový druh, J. saitoi, který byl později ztotožněn s předchozím druhem. Ve většině historických systémů klasifikace kvetoucích rostlin byl rod Japonolirion řazen do čeledi Melanthiaceae a byly shledány jisté podobnosti s rodem Tofieldia, který byl v té době ještě řazen do zmíněné čeledi. Protože však kombinace diakritických znaků rodu Japonolirion čeledi Melanthiaceae zcela neodpovídala, byl rod v roce 1996 vyčleněn A.Tachtadžjanem do samostatné čeledi Japonoliriaceae.

## Význam
Zástupci čeledi nemají hospodářský význam.

## Přehled rodů
Japonolirion, Petrosavia